# Isóbol
Isóbol (en catalán y oficialmente desde 1981 Isòvol) es un municipio español de la comarca de la Baja Cerdaña, en la provincia de Gerona, comunidad autónoma de Cataluña, situado en el centro de la comarca. Además de la capital municipal, comprende las poblaciones de All y Olopte. 

## Geografía
Integrado en la comarca de Cerdanya, la capital municipal, All, se sitúa a 158 kilómetros de Gerona. El término municipal está atravesado por la carretera nacional N-260 (Eje Pirenaico), y por una carretera local que permite la comunicación con los municipio de Ger y Maranges. 
El relieve del municipio está definido por sierras pirenaicas al norte y el valle alto del río Segre al sur. La altitud oscila entre los 1500 metros al norte y los 1030 metros al suroeste, a orillas del Segre. La capital municipal se alza a 1098 metros sobre el nivel del mar. 
| Noroeste: Bellver de Cerdanya (Lleida) | Norte: Ger                   | Nordeste: Ger   |
| Oeste: Bellver de Cerdanya (Lleida)    |                              | Este: Ger y Das |
| Suroeste: Bellver de Cerdanya (Lleida) | Sur: Prats i Sansor (Lleida) | Sureste: Das    |

## Demografía
Isóbol cuenta con una población de 330 habitantes (INE 2024).

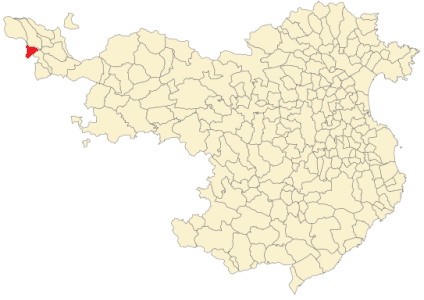
Situación de Isóbol en la provincia de Gerona.

| Gráfica de evolución demográfica de Isóbol entre 1842 y 2021 |
| |
| Población de derecho según los censos de población del INE Población de hecho según los censos de población del INEEn estos censos se denominaba Isóbol: 1842, 1857, 1860, 1877, 1887, 1897, 1900, 1910, 1920, 1930, 1940, 1950, 1960, 1970 y 1981 Entre el censo de 1857 y el anterior, crece el término del municipio porque incorpora a All y Olopte |

## Economía
Agricultura y ganadería. Canteras de mármol.

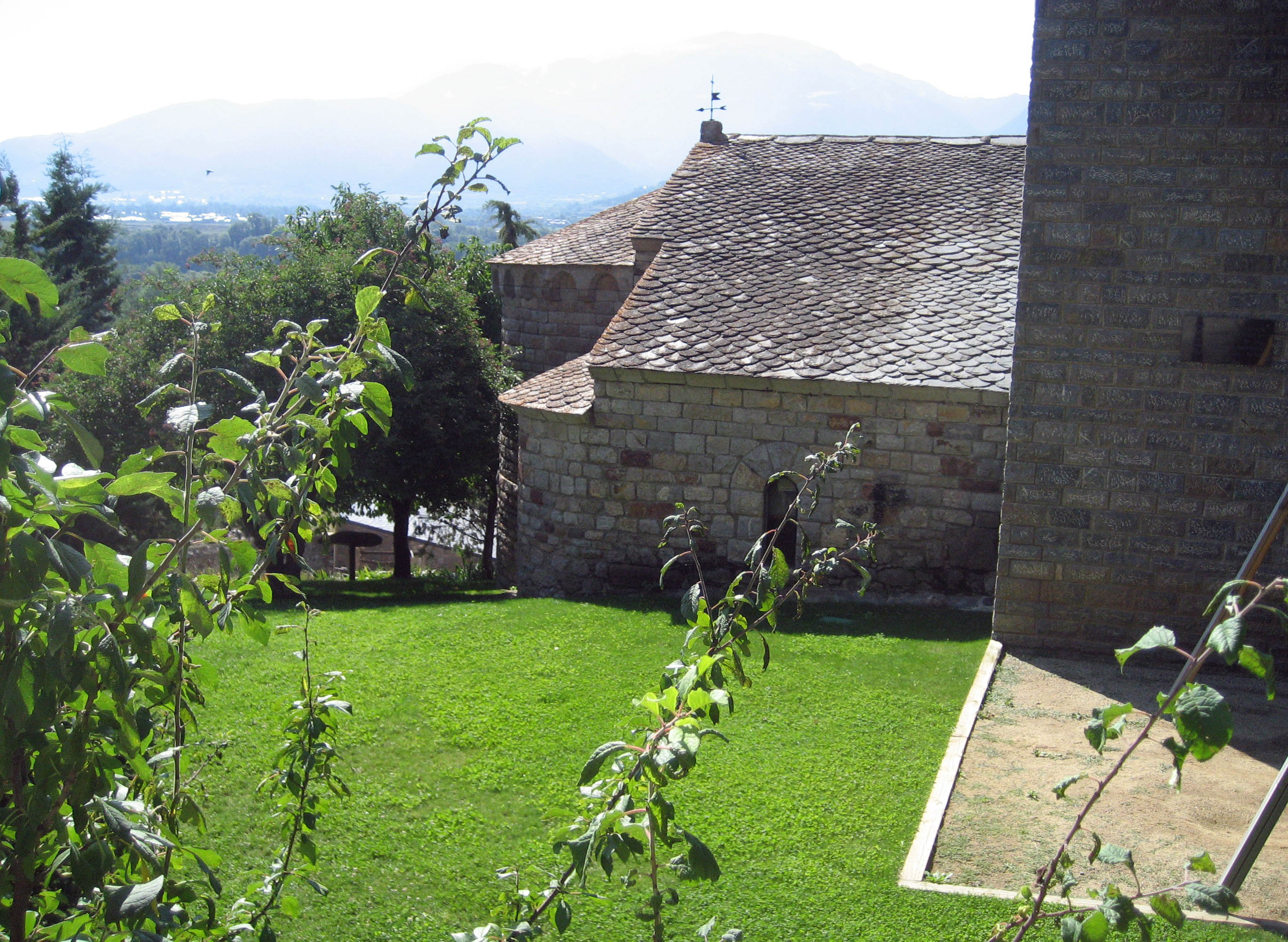
Iglesia de San Miguel, en Isóbol.

## Lugares de interés
- Iglesia de Sant Miquel, de estilo románico, en Isòvol.
- Iglesia de Santa María, de estilo románico, en All.
- Iglesia de Sant Pere, de estilo románico, en Olopte.